# Casa Iguana
La Casa Iguana és una obra de la Vall de Boí (Alta Ribagorça) inclosa a l'Inventari del Patrimoni Arquitectònic de Catalunya.

## Descripció
Unitat tipològica com les descrites de caràcter familiar, agrícola i ramader, formada de casa, paller, cobert i era. La casa (bastant refeta) presenta doble balconada en el segon i tercer pis, així com voladís de fusta. Cal remarcar el paller, per la seva estructura en aplacat de fusta, aquesta molt important, i pedra.